# チャハール＝マハール・バフティヤーリー州
チャハール＝マハール・バフティヤーリー州（チャハール＝マハール・バフティヤーリーしゅう、ペルシア語: استان چهارمحال و بختیاری, ラテン文字転写: Ostân-e Čahâr-Mahâl-o Baxtiyârî）は、イランの州（オスターン）。イラン南西部ザーグロス山中に位置し、北と東にエスファハーン州、西にフーゼスターン州、南にコフギールーイェ・ブーイェル＝アフマド州と境を接する。面積は16,533km²（1999年）、州都はシャフレ・コルド。人口は94万7763人（2016年国勢調査）。1999年現在、管下にシャフレ・コルド、ボルージェン、ファールサーン、ロルダガーン、アルダルの5郡（シャフレスターン）、15地区（バフシュ）、22市（シャフル）、35行政村（デヘスターン）、925村（デフ）を擁する。